# استان صنعا
استان صنعاء (به عربی: محافظة صنعاء) نام استانی در کشور یمن در شبه جزیره عربستان است.
استان صنعاء دارای ۱۶ ناحیه (شهرستان) است از بزرگ‌ترین استانهای یمن شمرده میشود.

## تاریخچه
گویند:سام بن نوح صنعا را بنیادگذاری نموده‌است. بنا براین شهر «سام» نیز نامیده شده‌است.
همچنین به نام «آزال» نیز می‌خوانده‌اند، نسبتاً الی أزال بن قحطان. مورخ یمنی مشهور «شرف الدین» می‌گوید: از سنگ نبشته‌های موجود نشان می‌دهد که صنعا یکی از مراکز مهم قوم سبا و حمیر بوده‌است، اما به عنوات پایتخت برگزیده نشده‌است، تا قرن پنجم میلادی هنگامی که ابرهه بن اشرم حبشی به امر نجاشی پادشاه حبشه یمن را اشغال می‌کند، صنعا پایتخت حکم خود قرار می‌دهد وکلیسای مشهور خود که به نام القلیس معروف بود در صنعا می‌سازد.

## سنگ نبشته‌ها و نقوش تاریخی
در سنگ نبشته‌ها و نقوش تاریخی صنعا به چند نام مختلف شناخته شده‌است. در برخی از نقوش‌ها به نام «صنعاو» نوشته شده‌است.
در جای دیگر به نام «قرناو» و «صنعن» نیز یافت شده‌است.
در شبام سُخیم قعطه سنگ‌هایی بدست آمده‌است که بر روی آن‌ها نام «صنعن» حک شده‌است. مورخین و تاریخ نویسان می‌گویند «صنعن» نام یکی از معبدهای متعددی می‌باشد که در آن دوران در شبام منتشر بوده‌است، به اضافهٔ نام «ذهبان» ویا صنعا، همچنین نام «رئام» در ارحب و حاز و الحقه و ناعط و ظفار، و مانند آن عثتر و المقه نیز آمده‌است. و این دلیلی می‌تواند باشد که صنعا به نام «صنعن» نیز نامیده می‌شده‌است. امروزه در یمن کسانی هستند که صنعا با نام «صنعن» نیز تلفظ می‌کنند.
در بعضی از مخطوطات آمده‌است که «صنعن» به زبان مردم سبا و قوم تُبّع بمعنی «الصانع» است، یعنی (سازنده). درجای دیگر نیز نبشته شده که سبئیون نامهای مختلفی مانند: «الصانع» و «المقه» و «ذسموی» به رو یمن نیز گذاشته بوده‌اند.

## جمعیت
جمعیت استان صنعا در حدود ۱،۰۰۰،۰۰۰ نفر می‌باشد که این جمعیت شامل پایتخت ۱/۵ میلیون نفری یمن یعنی خود شهر صنعا نمی‌شود.
استان صنعا در وسط (دره) ای عمیق و پهناور واقع شده‌است، و ارتفاعش از سطح دریا یک متر می‌باشد.
دور تا دور شهر قدیم صنعا حصار بند «سور» کشیده شده‌است، قسمتی از این دیوار (سور) در ایام حکم «آیوبیین» ساخته شده‌است.

## محدوده استان صنعا
از شمال به کوه مرتفع تُقُم، و از جنوب به کوه عَیبَان، از مغرب به راه صنعا _ صعده، و از مشرق به راه صنعا _ عدن در ساحل خلیج عدن محدود می‌گردد.

## نواحی (شهرستان‌ها)
| - Al Haymah Ad Dakhiliyah District - Al Haymah Al Kharijiyah District - Al Husn District - Arhab District - Attyal District - Bani Dhabyan District - Bani Hushaysh District - Bani Matar District | - Bilad Ar Rus District - Hamdan District - Jihanah District - Khwlan District - Manakhah District - Nihm District - Sa'fan District - Sanhan District |  |